# Ernestviller
Ernestviller [ɛʁnɛstvilɛʁ] est une commune française située dans le département de la Moselle et le bassin de vie de la Moselle-est. En 2009, Ernestviller a intégré la Communauté d'agglomération Sarreguemines Confluences.

## Géographie
| Guebenhouse         | Hundling     | Woustviller |
|                     | Ernestviller |             |
| Puttelange-aux-Lacs | Grundviller  |             |

### Écarts et lieux-dits
- Heckenransbach : Localisation : 49° 03′ 28″ N, 6° 58′ 53″ E

### Hydrographie
La commune est située dans le bassin versant du Rhin au sein du bassin Rhin-Meuse. Elle est drainée par le ruisseau le Hoppbach et le ruisseau de Woustviller.
Le Hoppbach, d'une longueur totale de 10,9 km, prend sa source dans la commune  et se jette  dans la Sarre à Herbitzheim, après avoir traversé cinq communes.

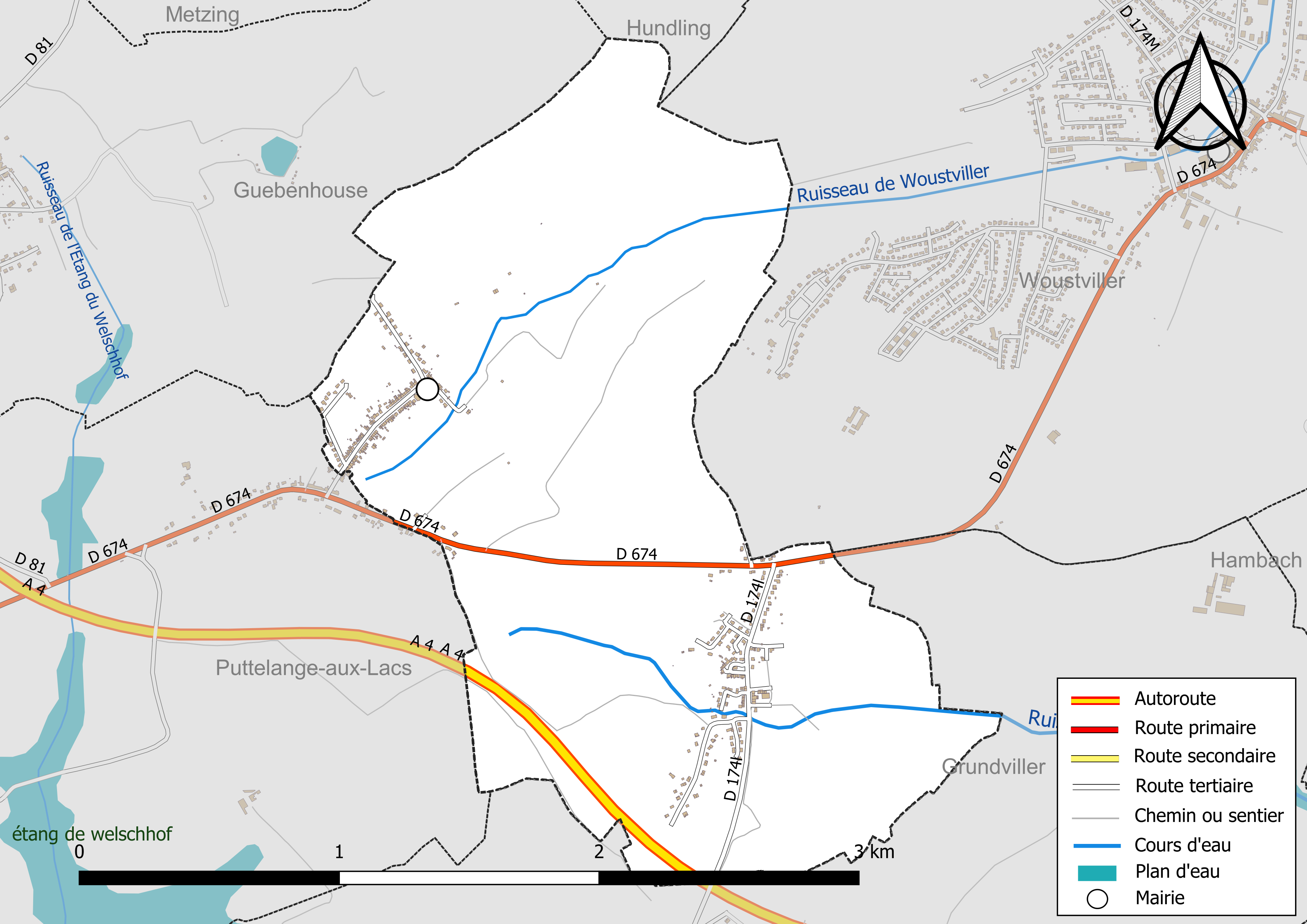
Réseaux hydrographique et routier d'Ernestviller.

La qualité des eaux des principaux cours d’eau de la commune, notamment du ruisseau le Hoppbach, peut être consultée sur un site spécial géré par les agences de l’eau et l’Agence française pour la biodiversité.

### Climat
Pour des articles plus généraux, voir Climat du Grand Est et Climat de la Moselle.
En 2010, le climat de la commune est de type climat des marges montargnardes, selon une étude du Centre national de la recherche scientifique s'appuyant sur une série de données couvrant la période 1971-2000. En 2020, Météo-France publie une typologie des climats de la France métropolitaine dans laquelle la commune est exposée à un climat semi-continental et est dans la région climatique  Vosges, caractérisée par une pluviométrie très élevée (1 500 à 2 000 mm/an) en toutes saisons et un hiver rude (moins de 1 °C). 
Pour la période 1971-2000, la température annuelle moyenne est de 9,8 °C, avec une amplitude thermique annuelle de 17 °C. Le cumul annuel moyen de précipitations est de 885 mm, avec 12,4 jours de précipitations en janvier et 9,4 jours en juillet. Pour la période 1991-2020, la température moyenne annuelle observée sur la station météorologique de Météo-France la plus proche, « Kappelkinger_sapc », sur la commune de Kappelkinger à 11 km à vol d'oiseau, est de 10,6 °C et le cumul annuel moyen de précipitations est de 772,6 mm. 
La température maximale relevée sur cette station est de 38,8 °C, atteinte le 25 juillet 2019 ; la température minimale est de −19,6 °C, atteinte le 26 décembre 2010,,. 
Les paramètres climatiques de la commune ont été estimés pour le milieu du siècle (2041-2070) selon différents scénarios d'émission de gaz à effet de serre à partir des nouvelles projections climatiques de référence DRIAS-2020. Ils sont consultables sur un site spécial publié par Météo-France en novembre 2022.

## Urbanisme

### Typologie
Au 1er janvier 2024, Ernestviller est catégorisée commune rurale à habitat dispersé, selon la nouvelle grille communale de densité à sept niveaux définie par l'Insee en 2022.
Elle est située hors unité urbaine. Par ailleurs la commune fait partie de l'aire d'attraction de Sarreguemines (partie française), dont elle est une commune de la couronne,. Cette aire, qui regroupe 48 communes, est catégorisée dans les aires de 50 000 à moins de 200 000 habitants,.

### Occupation des sols
L'occupation des sols de la commune, telle qu'elle ressort de la base de données européenne d’occupation biophysique des sols Corine Land Cover (CLC), est marquée par l'importance des territoires agricoles (66,4 % en 2018), une proportion sensiblement équivalente à celle de 1990 (67 %). La répartition détaillée en 2018 est la suivante : 
zones agricoles hétérogènes (41,4 %), forêts (22,9 %), prairies (20,4 %), zones urbanisées (9,2 %), terres arables (4,5 %), eaux continentales (1,5 %). L'évolution de l’occupation des sols de la commune et de ses infrastructures peut être observée sur les différentes représentations cartographiques du territoire : la carte de Cassini (XVIIIe siècle), la carte d'état-major (1820-1866) et les cartes ou photos aériennes de l'IGN pour la période actuelle (1950 à aujourd'hui).

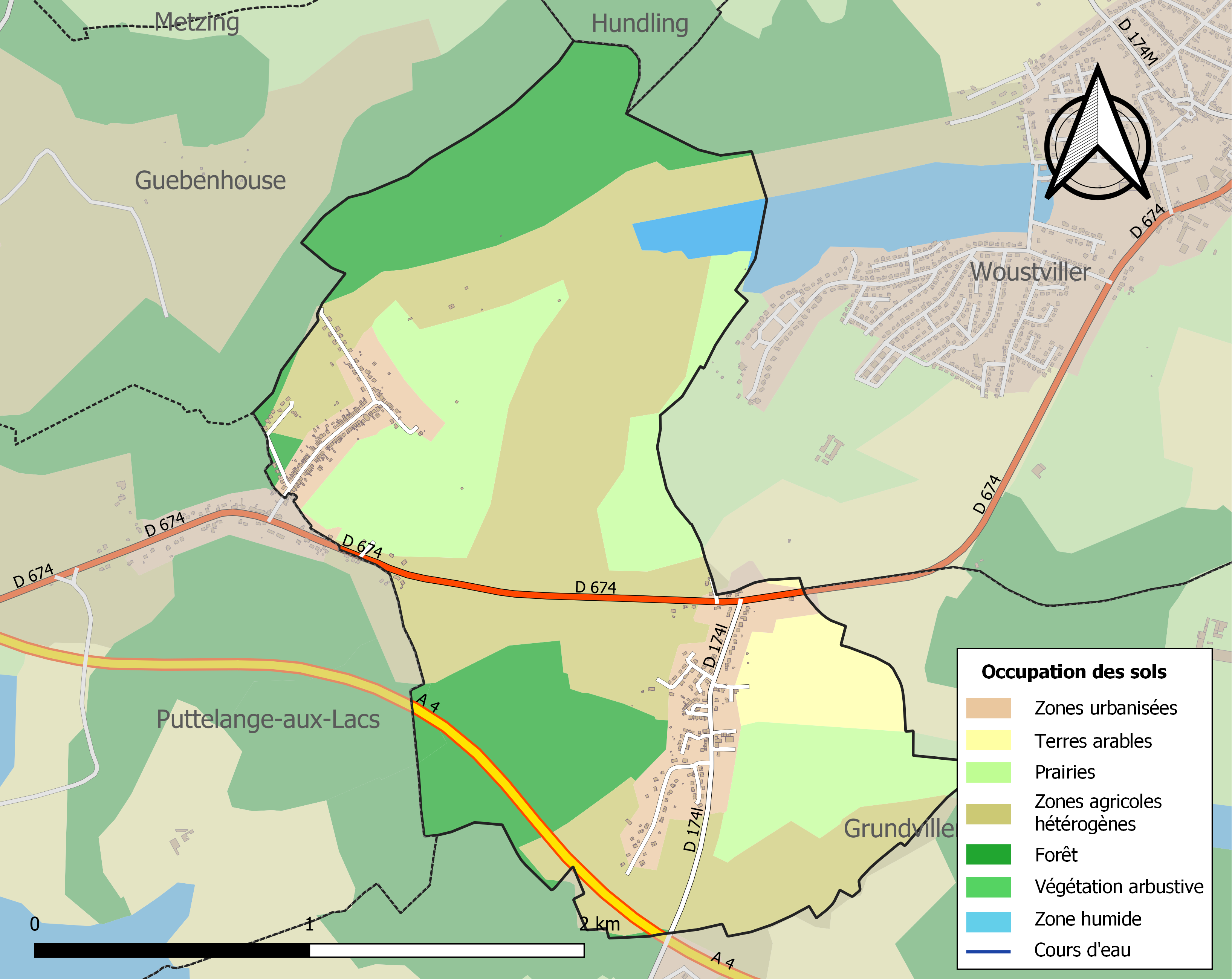
Carte des infrastructures et de l'occupation des sols de la commune en 2018 (CLC).

## Toponymie
- Ernestweiller et Ernesweiller (1779), Erneswiller (carte de Cassini), Ernetviler (1793)[14], Ernestwiller[15] (XIXe siècle), Ernestweiller[16].
- En francique lorrain : Ernschtwiller et Erneschtwiller[17], en allemand : Ernstweiler (1871-1918).
- Anciens sobriquets des habitants : Die Krachkuetche, Die Sackohren (les oreilles qui sortent du sac)[18].

## Histoire
- Ernestviller est fondé le 8 novembre 1603 par le comte Ernest de Mansfeld (Puttelange) à la place d'un village disparu appelé Reinholdsborn. Ernestviller dépendait par ailleurs de l'ancienne province de Lorraine.
- La commune absorbe celle d'Heckenransbach en 1811.

## Politique et administration
| Période                                  | Période   | Identité       | Étiquette | Qualité |
| ---------------------------------------- | --------- | -------------- | --------- | ------- |
| 1959                                     | mars 1995 | Emile Blaising |           |         |
| mars 1995                                | mars 2008 | Pierre Oury    |           |         |
| mars 2008                                | En cours  | Roger Heim     |           |         |
| Les données manquantes sont à compléter. |           |                |           |         |

## Démographie
L'évolution du nombre d'habitants est connue à travers les recensements de la population effectués dans la commune depuis 1800. Pour les communes de moins de 10 000 habitants, une enquête de recensement portant sur toute la population est réalisée tous les cinq ans, les populations de référence des années intermédiaires étant quant à elles estimées par interpolation ou extrapolation. Pour la commune, le premier recensement exhaustif entrant dans le cadre du nouveau dispositif a été réalisé en 2006.

En 2022, la commune comptait 506 habitants, en évolution de +1 % par rapport à 2016 (Moselle : +0,52 %, France hors Mayotte : +2,11 %).
| 1800 | 1806 | 1821 | 1836 | 1841 | 1861 | 1866 | 1871 | 1875 |
| ---- | ---- | ---- | ---- | ---- | ---- | ---- | ---- | ---- |
| 222  | 242  | 406  | 495  | 498  | 491  | 513  | 535  | 478  |

| 1880 | 1885 | 1890 | 1895 | 1900 | 1905 | 1910 | 1921 | 1926 |
| ---- | ---- | ---- | ---- | ---- | ---- | ---- | ---- | ---- |
| 479  | 416  | 404  | 395  | 341  | 350  | 346  | 343  | 312  |

| 1931 | 1936 | 1946 | 1954 | 1962 | 1968 | 1975 | 1982 | 1990 |
| ---- | ---- | ---- | ---- | ---- | ---- | ---- | ---- | ---- |
| 322  | 331  | 305  | 308  | 321  | 342  | 355  | 506  | 527  |

| 1999 | 2006 | 2011 | 2016 | 2021 | 2022 | - | - | - |
| ---- | ---- | ---- | ---- | ---- | ---- | - | - | - |
| 509  | 521  | 506  | 501  | 508  | 506  | - | - | - |

## Culture locale et patrimoine

### Lieux et monuments

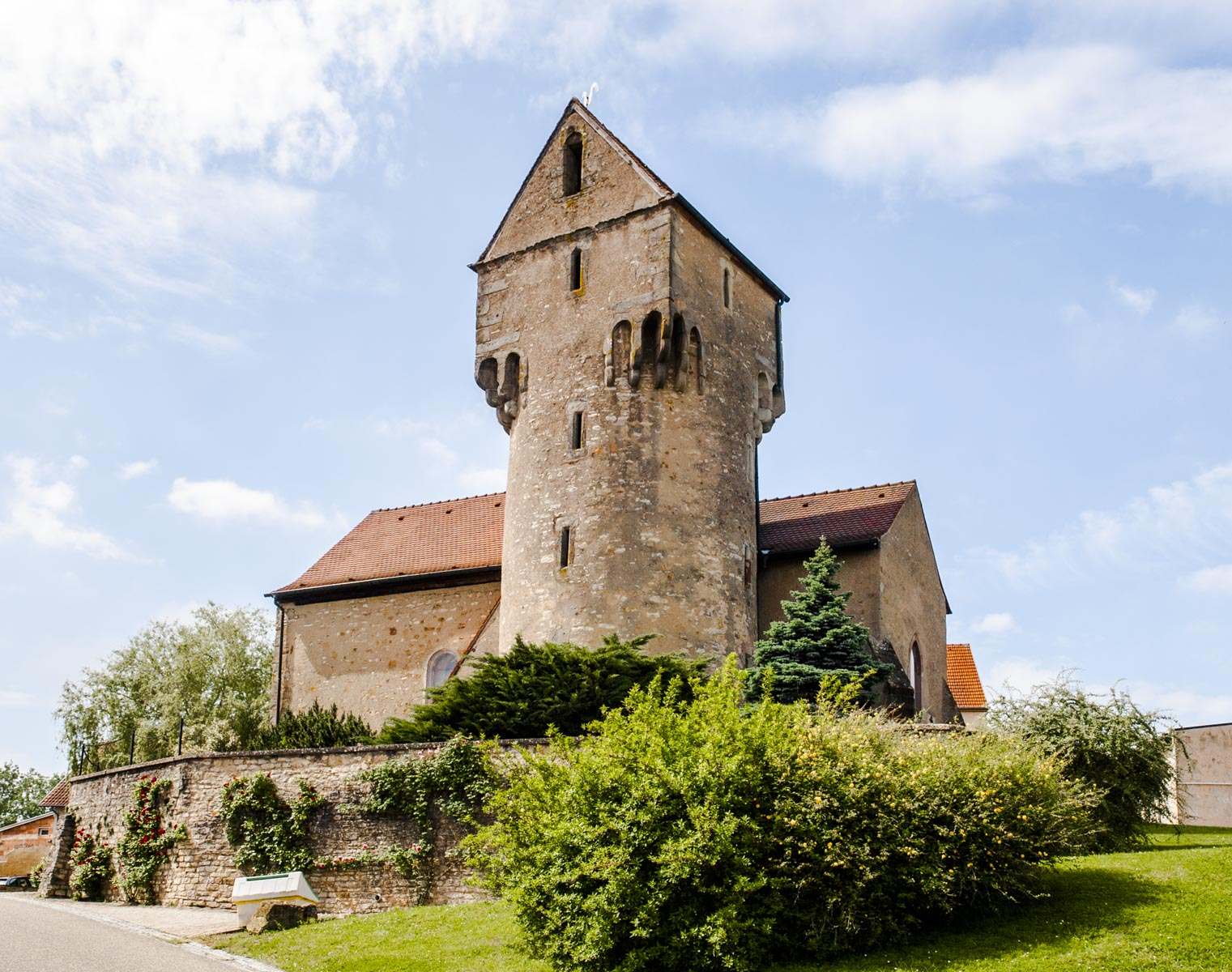
L'église Notre-Dame-de-la-Visitation d'Heckenransbach.

- Église Saint-Michel néo-romane 1910.
- Église Notre-Dame de la Visitation de Heckenransbach : curieux clocher roman rond avec mâchicoulis sur pendentifs et chœur XVe siècle, porte 1708, oculus, nef 1704 ; vieille statue en bois de la Vierge à l'Enfant habillée XIIIe siècle, sainte Anne XVIIIe siècle. Le Choeur et le clocher sont classés au titre des monuments historiques par journal officiel du 16 février 1930[22].
- Douves d'un château fort

### Héraldique
| Blason de Ernestviller | Blason  | D'argent à six losanges accolées de gueules, ordonnées 3 et 3, à la lettre gothique E d'or brochant sur le tout. |
| Blason de Ernestviller | Détails | Le statut officiel du blason reste à déterminer.                                                                 |